# Yahya Kemal Beyatlı
Yahya Kemal Beyatlı, född 1884, död 1958, var en turkisk poet. Han var den sista lyrikern som skrev dikter på turkiska med de klassiska arabisk-persiska versmåtten (aruz), och är särskilt känd för sina lyriska skildringar av Bosporen och Istanbul.